# 田口薬局 (徳島県)
有限会社田口薬局（たぐちやっきょく）は、徳島県三好郡池田町（現三好市）に本社を置いていた医薬品・衛生材料を卸す企業。
現在メディセオ・パルタックホールディングスグループの一社「よんやく」である。

## 沿革
- 1920年（大正09年） - 田口栄次郎が池田町に「田口薬局」小売・卸兼業で創業。
- 1920年（大正09年） - 武田・田辺などの主メーカーと取引開始。
- 1954年（昭和29年）9月 - 「有限会社田口薬局」を設立。
- 1965年（昭和40年）4月 - ビザン薬品(株)と「(株)内田風雲堂」と「(有)谷口薬局」（徳島県小松市）が合併し「サンエイ薬品(株)」として発足。「田口薬局」は、小売・調剤専門店となる。

## 主な取引メーカー
- 田辺製薬
- 塩野義製薬
- 藤沢薬品
- 三共
- 万有製薬

3大売上メーカー
- 武田薬品
- 山之内製薬
- 大日本製薬

## 備考
- 1965年（昭和40年）はじめ病院納入でビザン薬局と問題がおこり、武田薬品から解決策として合併してはどうかと提案があり合併。